# Magyar mobilszolgáltatók
Magyarországon 1990-ben jelent meg az analóg mobiltelefon rendszer, melyet 1993-ban a digitális hálózatot használó GSM-rendszerek kiépítése követett. Ezek a rendszerek még csak hangalapú szolgáltatást nyújtottak, de a 21. század elején megjelentek a mobil adatkommunikációs rendszerek is. A GSM hálózat lassú adatkommunikációját manapság egyre inkább felváltja a GPRS, EDGE, UMTS, LTE és az 5G szabványú adatátvitel.

## Aktív mobilszolgáltatók Magyarországon (MNO)
Hazai mobilszolgáltatók (MNO – Mobile Network Operator)

### Telekom
Hálózatkijelölő szám: 30
- Westel 900 – GSM-szolgáltatás, 1994 március 31-én indult.
- Westel – 2000-ben lehetővé vált az 1800 MHz-es sáv használata, ezért a Westel elhagyta nevéből a frekvenciasávra utaló 900-as számot.
- T-Mobile – 2004. május 3-án a cég felvette a T-Mobile nevet. Részvényeinek többségi tulajdonosa lett a Deutsche Telekom. A logójában is megjelent a Deutsche Telekom logóból ismert magenta színű T betű. Később, 2006. március 1-jén a T-Mobile Magyarország Rt., valamint 2007. november 1-jén a T-Online Magyarország Zrt. is jogutódlással beolvadt a Magyar Telekom Nyrt-be.
- Telekom – 2013. április 1-től a Magyar Telekom a korábbi T-Mobile és T-Home márkáit fokozatosan az egységes Telekom márkanévre cseréli le.

### Yettel.
Hálózatkijelölő szám: 20
- Pannon GSM – Magyarország első GSM-szolgáltatása, 1994. március 26-án indult.
- Pannon – a 3G bevezetése miatt 2006. február 14-én elhagyták a GSM jelzőt, az új logóban pedig a Telenor logóból ismert kék virág lett látható.
- Telenor – a Pannon felveszi a Telenor nevet és márka-identitást 2010. május 18-án[3]
- Yettel – a Telenor felveszi a Yettel nevet és márka identitást 2022. március 1-én.

### One
Hálózatkijelölő szám: 70
A One Magyarország Zrt. (korábban Vodafone Magyarország Zrt.) 1999. július 7-én nyerte el a Hírközlési és Vízügyi Minisztérium koncessziós szerződését a harmadik magyarországi GSM 900 / DCS 1800 szabványú mobil távközlési hálózat kiépítésére. Magát a koncessziós szerződést október 8-án írták alá, a szolgáltatást végül november 30-án vezették be. Kezdetben a Pannon GSM, valamint a Westel 900 rendszerét, majd 2001. január 6-ától kizárólag saját hálózatát használva nyújtja szolgáltatásait a Vodafone. 2003 májusában köszönthették az egymilliomodik előfizetőt. 2005. december 16-án indították útjára UMTS szolgáltatásukat.

### EDR (Pro-M Zrt.)
Az Egységes Digitális Rádiótávközlő Rendszer (EDR; korábban Tetra) zártkörű, elsősorban a védelmi szolgálatok (rendőrség, mentők, katasztrófavédelem stb.) tagjai számára elérhető hálózat.  A 346/2010. (XII.28.) Kormányrendelet 2016-ban történt módosításával megnyílt annak a lehetősége, hogy bővüljön a szolgáltatást igénybe vevők köre, így például ma már az MVM, a BKK, a BKV, a MÁV, a Magyar Közút, a Magyar Posta, a Paksi Atomerőmű Zrt. vagy polgárőr szervezetek is a rendszer felhasználói.
Továbbá 200 kritikus infrastruktúra és veszélyes üzem, országos közszolgáltató tud vészhelyzet esetén együttműködni a katasztrófavédelemmel és az egyéb készenléti szervezetekkel az EDR hálózaton keresztül.
Körülbelül 63 ezer felhasználója van. A magyar állam számára Pro-M Professzionális Mobilrádió Zrt. működteti, amely 2005–2012 között a Magyar Telekom-csoporthoz tartozott. 2012 augusztusában a Telekom 19,9 milliárd forintért eladta a céget az állami Nemzeti Infokommunikációs Szolgáltató Zrt.-nek (NISZ Zrt.).
A Pro-M Zrt. 2025. február 1-jétől országos szélessávú, 4G (később 5G) alapú szolgáltatásokat indítunk a készenléti szervezetek, illetve a kritikus infrastruktúrák részére. 

### MVM Net
Az MVM Csoporttag MVM NET Zrt. a legnagyobb magyarországi energetikai társaságcsoport leányvállalataként országos lefedettségű átviteli és távközlési hálózatával járul hozzá a kormányzati infokommunikáció biztosításához. Az MVM NET Zrt. 2014. év elején nyerte meg a Nemzeti Média- és Hírközlési Hatóság (NMHH) 450 MHz-es frekvenciapályázatát. A Hatóság még 2013. év végén hirdette meg a frekvenciasáv addig még kihasználatlan, szabad blokkját. A frekvenciablokk elsődlegesen kormányzati célokat szolgál: például a kormányzati elektronikus hírközlési infrastruktúrát, az e-közigazgatást, az elektronikus útdíjrendszert kell rajta üzemeltetni. A tervek szerint ezen keresztül kapcsolják össze a járási hivatalokat és kistelepülési kormányablakokat országos rendszerré. De ugyancsak ez szolgálna az elektronikus házi őrizeti rendszer megerősítésére, a készenléti és segélyszolgálatok kommunikációjára és így tovább. A lehetséges hasznosítások körében megemlítették a smart meteringet és a gépek közötti (Machine-to-Machine vagy M2M) kommunikációt is.

## Virtuális mobilszolgáltatók (MVNO)
A virtuális mobilszolgáltatók (MVNO = Mobile Virtual Network Operator) nem rendelkeznek saját hálózattal, sem frekvenciával, ezeket az MNO-któl bérlik, de az ügyfelekkel közvetlen kapcsolatban állnak. Magyarországon jelenleg a Netfone Telecom-ot tekinthetjük teljesen rendezett szolgáltatási hátterű MVNO-nak. A virtuális mobilszolgáltatók teljes jogú mobilszolgáltatók, amelyek a Nemzeti Média- és Hírközlési Hatóság engedélyével szolgáltatói jogosultságokkal bírnak. Hogyan lehet a flottáktól megkülönböztetni ezeket? A virtuális mobilszolgáltatóknak saját sim-kártyájuk, saját operátori logójuk van, amit a mobiltelefon készülék kijelez.

### Netfone
A Netfone jelenleg az egyedüli valós szabályozói és szerződéses háttérrel rendelkező virtuális mobilszolgáltató. A társaság több éve jelen van a mobil piacon, korábban kizárólag a Vodafone hálózatát, immár a Telekom hálózatát is használja MVNO megállapodások keretében. Szolgáltatási minősége magas és megegyezik a hálózattal rendelkező partnereinek mutatóival. Küldetése szerint magyar mobilszolgáltatóként a már megszokott, jó színvonalú szolgáltatásokat csomagolja költséghatékony megoldássá ügyfelei számára, rejtett feltételek nélkül. Fókuszban az ügyfél, így az ügyfelekkel való kapcsolattartás is gyors és hatékony.
Hálózat: One
Hálózatkijelölő szám: 70, 31

### UPC Mobil(Megszűnt)
Hálózat: One

## Virtuális mobilinternet szolgáltatók

### Netfone Telecom Mobilinternet
Hálózat: Vodafone, Telekom

### Invitel Control Max  (Megszűnt)
Hálózat: Telenor

### Digi Move(Megszűnt)
Hálózat: Telenor, Digi

### Externet Mobilnet(Megszűnt)
Hálózat: Vodafone

### UPC Mobilinternet(Megszűnt)
Hálózat: Vodafone

### Btel Mobilinternet(Megszűnt)
Hálózat: Vodafone

### NordTelecom Mobilinternet(Megszűnt)
Hálózat: Vodafone

### Hello Mobilweb (HelloHD)(Megszűnt)
Hálózat: Vodafone

### Alta Mobilnet (Altanet)(Megszűnt)
Hálózat: Vodafone

### Vidanet Mobilnet
Hálózat: Telekom

## Saját márkás viszonteladók (BR)
A BR (Branded Reseller)-ek sem hálózattal, sem frekvenciával nem rendelkeznek, sőt az ügyfelekkel sem ők állnak szerződésben, hanem az MNO-ok.

### Blue Mobile
Hálózat: Telekom
Szolgáltatás: Prepaid mobil
Szolgáltatás indulása: 2012
Szolgáltatás megszűnése: 2021
A Lidl 2012. február 1-jétől Blue Mobile néven elérhető szolgáltatásához a Magyar Telekom adja a hálózatot.
A Lidl a mobilszolgáltatás keretében önálló SIM kártyákat és készülékes csomagokat kínál, feltöltőkártyás konstrukcióban.

### MOL Mobile
Hálózat: Telekom
Szolgáltatás: Prepaid mobil
Szolgáltatás indulása: 2013
Szolgáltatás megszűnése: 2025
A MOL 2013. szeptember 2-ától MOL Mobile néven elérhető szolgáltatásához szintén a Magyar Telekom nyújtja a hálózati infrastruktúrát. Saját SIM kártyát, illetve saját feltöltőkártyás csomagot kínál ügyfelei részére a cég.

### BirtOKOS Mobil
Szolgáltató: Netfone Telecom
Hálózat: lsd. fent: Netfone Telecom
Szolgáltatás: Postpaid
Szolgáltatás indulása: 2017
A Nemzeti Agrárgazdasági Kamara BirtOKOS elnevezésű mobiltelefon- és mobilinternet-tarifáit kifejezetten tagjai igényeinek megfelelően állították össze, és kizárólag számukra teszik elérhetővé. A szolgáltatást a Nemzeti Agrárgazdasági Kamara tulajdonában lévő NAK Telekommunikációs Kft. közreműködésével, partnercégük, a Netfone Telecom Távközlési és Szolgáltató Kft. biztosítja.

### RockMobil
Szolgáltató: Netfone Telecom
Hálózat: lsd. fent: Netfone Telecom
Szolgáltatás: Postpaid
Szolgáltatás indulása: 2021
A Netfone Telecom új márkája a RockMobil ami azoknak szól akik szeretik a rock zenét, akik a mindennapokban hallgatják a rock-ot. A szolgáltatás igénybevételével hazai rock együtteseket, zenészeket lehet a cégen keresztül támogatni.

### JuPiNet
Szolgáltató: Netfone Telecom
Hálózat: lsd. fent: Netfone Telecom
Szolgáltatás: Postpaid
Szolgáltatás indulása: 2024
A vas megyei, szentgotthárdi JuPiNet szolgáltatóval közös márka, amely elsősorban helyi ügyfelek számára értékesít, és quadplay csomagokat tesz elérhetővé.

BestFleet
Szolgáltató: BestFleet
Hálózat: Yettel
Szolgáltatás: Postpaid
Szolgáltatás indulása: 2013

## Egyéb mobilszolgáltató márkák

### Djuice (megszűnt)
A Djuice egy, a Telenor által több országban bevezetett márkanév, amely Magyarországon a Pannon GSM portfólióját egészítette ki 2003-tól. A márkanévvel fémjelzett, elsődlegesen feltöltőkártyás díjcsomagokat, valamint az ehhez igénybe vehető extra szolgáltatásokat a fiatal korosztály számára alakították ki. A márkát 2010. április 9-én látszólag önálló szolgáltatóként definiálták újra. Ennek keretében önálló értékesítési hálózat kiépítésébe kezdtek, és megszűnt a Djuice termékek Telenor üzletekben történő értékesítése. Megjegyzendő, hogy a marketingüzenetek alapján a Djuice független mobilcégként definiálta magát, azonban önálló cég alapítására sosem került sor, az ügyfelek továbbra is a Telenor Magyarország Zrt-vel kötöttek szerződést. A Telenor egy évvel később, 2011 áprilisában a költséghatékonyság és az eladások növelése érdekében formálisan vissza is olvasztotta szolgáltatásai közé a márkát. Ettől kezdve a Djuice termékek ismét elérhetővé váltak a Telenor teljes értékesítési hálózatában.
2014. szeptember 9-től minden Djuice tarifa és kapcsolódó szolgáltatás értékesítését a Telenor lezárta, a meglévő Djuice tarifacsomagok és szolgáltatások a jövőben is használhatóak maradnak.

### Pannon Bee (megszűnt)
Új márkát vezetett be előrefizetett szolgáltatásai között a Pannon GSM 2001. augusztus 1-jével, az új, kártyás márka neve BEE, a hozzá tartozó tarifacsomag pedig Original névre hallgatott. A mobilmárkát a 10-18 éves korosztálynak szánták, a fiatal célcsoportnak új, fiatalos megjelenésű bolthálózatban árusították a telefonokat. Közel egy hónapos inkognitó kampány után a július 31-én délelőtt megtartott Pannon GSM sajtótájékoztatón derült ki: miért váltottak nyelvet a birkák, s tértek át a bégetésről a bi-bi-bí-re. A rendhagyó kampánnyal a Pannon GSM új korszakot nyitott, eddig nem rukkoltak elő kifejezetten fiataloknak szóló akciókkal, most a 10-18 éves korosztály kedvéért új márkát alkottak Bee néven. A logót és a nevet sokan ismerték már, hiszen egy hónapja tartott a reklámkampány, melynek során óriásplakáton, tévében és rádióspotokban „bégettek”, a reklámszakemberek pedig elégedetten figyelték a találgatást, hiszen sokan tippelgettek, vajon új divatmárkáról, sörről vagy éppen üdítőről lehet szó.
Csak Bee boltban kaphatók az új csomagok:
A Bee több volt, mint tarifacsomag, ahogyan Björn Flakstad vezérigazgató fogalmazott: új brandet alkottak. A Bee fontos tartozéka volt a reklámokban látható három karakter, a Beeboy nevű fiú, a Beebee nevű lány és kutyájuk, a Beedog. A reklámok érdekessége volt még mindegyik reklám végén elhangzó a szlogen, a bi-bi-bí, Szokol Péter hangján (a reklámok narrátora Kerekes József volt). A mobilcsomagok érdekessége, hogy a Pannon GSM területi képviseletein és bemutatótermeiben nem lehetett megvásárolni őket – csak speciális Bee boltokban árusították. A viszonteladói hálózat augusztus elsején nyitott, Budapest mellett 31 vidéki városban, 66 értékesítési ponton, főleg plázákban kínálták a készülékeket.
Speciális díjzónák:
A taricsomagot a fiatalok igényeihez szabták, speciálisak a díjzónák. A célközönség reggel 7 és délután között úgyis a suliban ül, így ez a csúcsidőszak. Ezt követi délután kettőtől a „Csevegő”, valamint este 9-től az „Éjszakasz”, amikor a percdíj már csak 25 forint.
Az új, kártyás márkával igénybe lehet venni a már ismert kedvezményeket, így a Páratlanszámot, a PannonWapot vagy a roamingolást. Az SMS-küldés díja is kedvezőbb, hálózaton belül bruttó 20 Ft, más hálózatba pedig 25 Ft.

## Megszűnt vagy meg nem valósult mobilszolgáltatók és márkák

### Red Bull Mobile
Hálózat: Telenor
Szolgáltatás: előfizetéses és feltöltőkártyás mobil
Szolgáltatás indulása: 2010
Szolgáltatás megszűnése: 2012
2010. július 1-jén indult, a Telenor hálózatát használja. Az elérhető két díjcsomag közül a SimplyAll csomagban 200 belföldi hívásperc, 200 SMS/MMS és 200 megabájt internetforgalom van 5500 forintért, a SimplyAll+ pedig ezeknek a dupláját nyújtja havi 10500 forintért – a beszédforgalom számlázása percalapú. Mindkét Red Bull Mobile díjcsomagban benne foglaltatik a hozzáférés a Red Bull Mobile portálhoz és a Red Bull TV-hez, ezek igénybe vétele díjmentes, persze az elérhető tartalmak közül több emelt díjas.

### MPVI Mobil
Hálózat: Saját (de nem valósult meg)
Szolgáltatás: Teljeskörű mobilszolgáltató (4.)
Szolgáltatás indulása: Nem indult el
Tervezett hálózatkijelölő szám: 50
A Magyar Posta Zrt.-Magyar Villamosművek Zrt.-MFB Invest Zrt. konzorciuma, azaz az MPVI Mobil Zrt. lett volna a tervek szerint a negyedik mobilszolgáltató a magyar piacon, miután az összesen 10 milliárdos ajánlatával megnyerte a 900 megahertzes frekvenciasáv 5 megahertz szélességű, egybefüggő "A"-blokk árverését. Az MPVI Mobil Zrt. 2013. december 19-én tartott közgyűlésén a tulajdonosok döntésével összhangban elfogadta az alaptőke leszállítását, továbbá döntött az Igazgatóság megszüntetéséről.

### Postafon
Hálózat: Vodafone
Szolgáltatás: Prepaid mobil
Szolgáltatás indulása: 2009
Szolgáltatás megszűnése: 2014
A Magyar Posta 2009. november 20-án Postafon néven indított virtuális szolgáltatást, ez a távközlésben azt jelenti, hogy a vállalat saját hálózattal nem rendelkezik, másik telefontársaság hálózatán nyújt szolgáltatást. A posta a Vodafone-nal szerződve nyújtotta mobilszolgáltatást. 2014. március 10-én a Postafon , az ügyfelek innentől kezdve teljesen Vodafone ügyfelek lettek.

### TV2 Mobilnet
Hálózat: Vodafone
Szolgáltatás: Prepaid mobilinternet
Szolgáltatás indulása: 2011
Szolgáltatás megszűnése: 2013 
2011. március 1-jétől működött, az MTM-SBS Zrt. a TV2 kereskedelmi csatorna tulajdonosa és a Vodafone együttműködése keretében jött létre. A tévétársaság csak a nevet, illetve a reklámfelületet adta a szolgáltatáshoz, vagyis az ügyfelek valójában a Vodafone-nal szerződtek.

### Tesco Mobile
Hálózat: Vodafone
Hálózatkijelölő szám: 31
Szolgáltatás indulása: 2012
Szolgáltató megszűnése: 2016
Tesco Magyarországon 2012. március 1-jén indított mobil távközlési szolgáltatást a Vodafone Magyarország hálózati támogatásával. A céget a két alapító, a Vodafone és a Tesco 50-50 százalékban tulajdonolta. A Tesco Mobile SIM-kártyáit az ország minden Tesco áruházában, míg a készülékeket a Tesco-hipermarketekben is meg lehetett vásárolni. A szolgáltatás 2016. április 16-án megszűnt.

### UPC Mobile
Hálózat: Vodafone
Hálózatjelölő szám: 31
Szolgáltatás indulása: 2014
Szolgáltatás megszűnése: 2019
2014-ben a UPC Magyarország a vezetékes hálózatokon kívül egy új , innovatív mobilszolgáltatással állt elő. Rendkívül alacsony havidíjjal kínált korlátlan mobilnetet , elsőként az országban...
2019. október 1-jén a UPC Magyarország új tulajdonosa kivezette a UPC Mobilt.

### Digi Mobile
Hálózat: Digi
Hálózatkijelölő szám: 50
Szolgáltatás indulása: 2019.
Szolgáltatás megszűnése: 2024.
A Digi Távközlési és Szolgáltató Kft. mobiltelefonszolgáltatása 2019. május 27-én indult, tesztelési jelleggel, de ez befejeződött és az É.K. ill. K. és a nagyobb, megyei jogú városokat már lefedi és nem csak Digi vezetékes vagy műholdas előfizetőknek érhető el. (Viszont a két utóbbinál kedvezményes tarifa járt)
2023. június 1-től a One Magyarország Zrt. mobilhálózatán működik tovább a Digi Mobile.